# Vidzeme
Vidzeme är Lettlands största landskap, beläget i norr. Landskapet motsvarar de lettisktalande delarna av guvernementet Livland som blev en del av republiken Lettland 1918, varför Vidzeme är mindre till ytan än den historiska regionen Livland.
Landskapet är omväxlande stora skogar, myrmarker och Livländska höglandet med Lettlands högsta punkt Gaizinkalns (311 meter över havet). Längs floden Gauja ligger Gauja nationalpark med bland annat de historiska städerna Cesis och Sigulda.